# Micronecta arcuata
Micronecta arcuata (лат.) — вид мелких водяных клопов рода Micronecta из семейства Гребляки (Corixidae, Micronectinae, или Micronectidae). Юго-Восточная Азия: Вьетнам (Ha Giang Prov., Phu Tho, Hanoi).

## Описание
Мелкие водяные клопы, длина от 1,6 до 2,2 мм. Переднеспинка длиннее медианной длины головы. Гемелитрон пунктированный, с коричневыми отметинами в средней части. Дозум обычно оранжево-коричневато-жёлтый. Лоб и темя бледно-желтоватые, глаза красновато-коричневые. Переднеспинка желтовато-коричневая, с одной продольной жёлтой полосой на передней части и двумя поперечными жёлтыми полосами на задней части. Гемелитрон с мелкими красными точками, разбросанными на границе между кориумом и эмболием. Кориум с тремя неясными светло-коричневыми отметинами в средней части. Вентральная часть груди брюшка, а также ноги бледные или светло-жёлтые. Вид был впервые описан в 2021 году вьетнамскими энтомологами Tuyet Ngan Ha и Anh Duc Tran (Faculty of Biology, VNU University of Science, Vietnam National University, Ханой, Вьетнам) по материалам из Вьетнама.